# Museo della città di Rimini
Il Museo della città di Rimini è situato in via Tonini (angolo piazza Ferrari), nell'ex-convento dei Padri Gesuiti ed ex-Ospedale Civile. Aperto nel 1981 e dedicato a Luigi Tonini, sorge accanto alla coeva chiesa del Suffragio.

## Descrizione
L'edificio fu progettato, come convento e collegio dei Gesuiti, da Alfonso Torreggiani e realizzato tra gli anni 1746 e 1755. Dopo la soppressione della Compagnia di Gesù, per circa un secolo e mezzo l'edificio fu usato come ospedale di Rimini.
A seguito dei bombardamenti della seconda guerra mondiale, si è resa necessaria una ristrutturazione, che è stata guidata dall'architetto Pier Luigi Foschi, che fu poi direttore del museo dal 1985 al 2010; i lavori di recupero e restauro hanno riportato all'antico splendore il vecchio convento, che può essere considerato un patrimonio culturale italiano, in seguito scelto come sede del Museo cittadino.
Il museo è diviso in diverse sezioni, tra le cui sono degne di nota la sezione archeologica e quella medievale. Un ampio spazio è dedicato alla pittura del Trecento ed ospita, oltre a numerose opere della Scuola riminese, anche opere di Giovanni Bellini, Domenico Ghirlandaio, Guercino, Guido Cagnacci e altri.
La sezione archeologica espone i reperti della domus del chirurgo, un'abitazione romana della seconda metà del II secolo, scoperta nel 1989 in piazza Ferrari a pochi metri dal museo. Di eccezionale importanza per numero e varietà gli strumenti chirurgici, che rappresentano uno dei più importanti corredi di attrezzi medici mai rinvenuto.
Sono presenti numerosi mosaici di epoca romana, di particolare bellezza ed importanza.
Dal 2010 il museo ospita una sezione dalla preistoria alla tarda antichità, partendo da un milione di anni fa con i segni della presenza dell'homo erectus sul colle di Covignano, al tempo lambito dal mare che sommergeva il piano su cui sarebbe stata costruita Rimini; qui sono state trovate selci scheggiate e levigate (cuspidi di freccia, lame foliate, asce e martelli forati), paragonabili a quelle ritrovate nel giacimento preistorico di Cà Belvedere di Monte Poggiolo a Forlì, oltre alle prime forme ceramiche (con superficie liscia o decorata, in forma di ollette, scodelle o vasi a fiasco per contenere semi e liquidi) che segnano la nuova economia agro-pastorale, ai ripostigli dell'età del bronzo di oggetti occultati da commercianti-fonditori.
Alcune sale del museo vengono allestite per ospitare mostre temporanee ed esposizioni culturali.

## Opere principali
- Giovanni Bellini, Pietà, 1470 circa
- Giovanni da Rimini, Giudizio Universale; Crocifisso
- Domenico Ghirlandaio, Pala di San Vincenzo Ferrer, iniziata da Domenico e conclusa nel 1496 dai collaboratori della bottega: spetta probabilmente a David Ghirlandaio la figura di San Vincenzo Ferrer, a Sebastiano Mainardi il San Sebastiano e a Francesco Granacci il San Rocco.[6]
- Guercino, San Girolamo; Sant'Antonio da Padova
- Guido Reni, San Giuseppe con Gesù Bambino, sec. XVII